# Dolenje Lakovnice
Dolenje Lakovnice je naselje u slovenskoj Općini Novom Mestu. Dolenje Lakovnice se nalazi u pokrajini Dolenjskoj i statističkoj regiji Jugoistočnoj Sloveniji. 

## Stanovništvo
Prema popisu stanovništva iz 2002. godine naselje je imalo 79 stanovnika.